# Universidad sajona de Transilvania

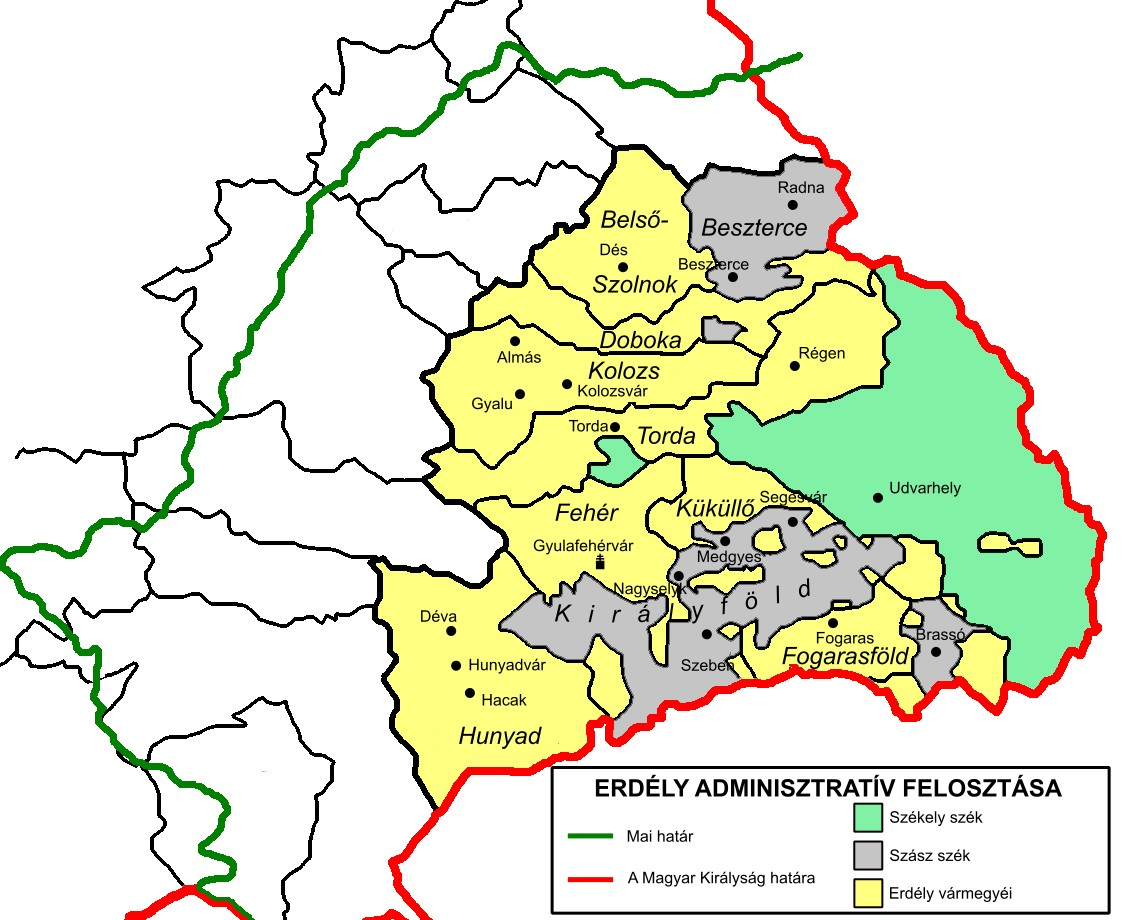
La Universidad Sajona (en gris) en un mapa de Transilvania.

La Universidad nacional sajona de Transilvania (en latín: Concilium Transylvania Saxonicum/Universitas Saxonum, en alemán: Sächsische Nationsuniversität, en húngaro: Erdélyi szász univerzitás, en rumano: Universitatea Săsească) fue la organización de los sajones de Transilvania desde 1486 hasta 1876, funcionando como fundación hasta 1937. A la cabeza estaba el conde de los sajones, elegido por la nación sajona y confirmado por el rey.
El término Universidad Sajona también se usó para denotar la totalidad sajona del reino y para designar a los principales representantes del organismo.
Su nacimiento se fecha el 6 de febrero de 1486, cuando el rey Matías cuando confirmó el Diploma Andreanum. Los privilegios fueron otorgados por el rey Andrés II y tenían validez para todo el Königsboden.
La Universidad tenía poderes administrativos, legislativos, judiciales, económicos y políticos y solamente estaba subordinada al rey. En las reuniones de la Universidad se decidió cobrar el impuesto sajón por sede y por campo. Era responsabilidad de la Universidad determinar los precios y unidades de medida en la tierra de los sajones y autorizar el establecimiento de gremios. La Universidad también regulaba cuestiones de la vida cotidiana. Asimismo, los juicios a sajones era competencia exclusiva de la Universidad Sajona. 

## Historia

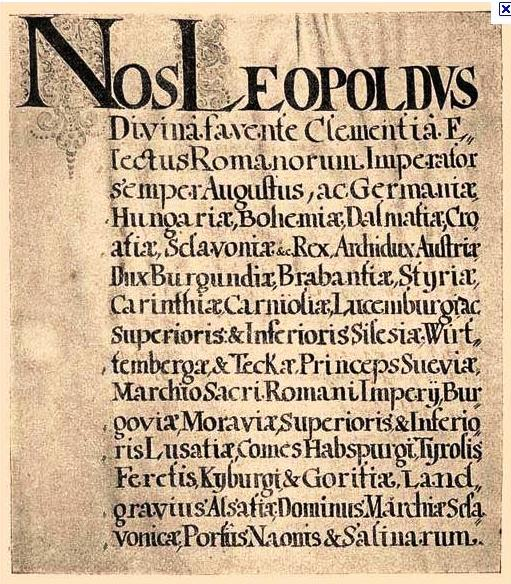
Diploma Leopoldinum.

Los privilegios de los sajones asentados en Transilvania estaban contenidos en la carta emitida por el rey húngaro Andrés II, el Diploma Andreanum, que establecía, entre otras cosas, “que la gente desde Orăștie hasta Baraolt y Drăușeni, junto con Sebeș del País Sículo, sea un pueblo y esté bajo un solo juez". El impuesto se pagaba al rey como comunidad, no siendo la tierra propiedad común de los sajones. Administrativamente, sus territorios se dividieron en condados encabezados por un juez real designado por el rey. El más importante era el de Sibiu, cuya soberanía enfrentó a menudo al obispo de Transilvania y el voivodato.
Después de que Carlos Roberto derrotara la rebelión sajona liderada por Henning Szentpéteri en 1324, dividió el fundo regio habitado por los sajones en sedes (szék), formándose las Sieben Stühle. Los jueces reales de las sedes fueron designados inicialmente por el rey, pero en 1402 las sedes de Mediaș y Șeica (Zwei Stühle), el 6 de abril de 1464 la de Sibiu, y en 1469 las otras sedes sajonas también recibieron el derecho a elegir a su juez real.
Como resultado del levantamiento campesino de 1437 liderado por Antal Nagy de Buda, los estamentos de las naciones húngara, sícula y sajona concluyeron la Unión de la Capilla o Unio Trium Nationum, que estaba dirigida en parte contra los insurgentes y en parte contra la amenazante amenaza turca. La unión fue renovada el 2 de febrero de 1438 en la dieta de Turda y la Asamblea de Mediaș de 1459. Los sajones actuaron como una unidad dentro de la unión, a pesar de que las condiciones administrativas para la unidad solo fueron desarrolladas posteriormente.
Los primeros datos sobre el pago conjunto de impuestos de los sajones en Transilvania son de 1475: en ese año las sedes sajonas, la ciudad de Brașov y las tierras del Bârsa, Bistrița y las localidades de Cârța e Igriș y el prebostazgo de Sibiu pagaron conjuntamente 10.000 florines de oro.
En 1480, los territorios sajones solicitaron conjuntamente al rey Matías la unificación legal de sus territorios. El nacimiento de la Universidad sajona se remonta al 6 de febrero de 1486, cuando el rey entregó en Buda al alcalde de Sibiu, Thomas Altemberger, un documento que confirmaba el universorum Saxonum nostrorum partium regni nostri Transsilvanorum para todos los sajones del Königsboden que vivían en Transilvania. Esto supuso la unión política de los sajones de Transilvania, encabezados por el conde sajón de su elección, que también ocupaba el cargo de alcalde de Sibiu. Las competencias de la Universidad de Sajonia se extendió a las sedes de Sibiu, Nocrich, Sebeș, Cincu, Sighișoara, Orăștie, Miercurea, Rupea, Mediaș y Șeica, así como Brașov y Bistrița. Sin embargo, trece pueblos sajones del condado de Küküllő, al norte de Sighișoara, cuyos habitantes eran siervos, quedaron fuera de los privilegios.
En los albores del Principado independiente de Transilvania, la Dieta de Turda en 1542 renovó la unión de las tres naciones, y la de 1544, que otorgó a Jorge Martinuzzi el título de Presidente del Tribunal Supremo y gobernador, reafirmó los privilegios de los sajones de Transilvania. Con esto, el derecho de los sajones a la autodeterminación se convirtió en una de las piedras angulares del estado de Transilvania.
El 28 de noviembre de 1545, la asamblea de la Universidad Sajona en Sibiu aceptó unánimemente las doctrinas luteranas e hizo vinculante la Ordenanza de la Iglesia Alemana de Transilvania (Kirchenordnung aller Deutschen in Siebenbürgen). La Iglesia luterana sajona así establecida también se extendió a las aldeas sajonas sujetas a servidumbre y en lo sucesivo jugaría un papel importante en la preservación de la identidad sajona de Transilvania. La iglesia fue dirigida por el sínodo encabezado por el superintendente u obispo. Asimismo, la Universidad tomó varias medidas para proteger la unidad de religión sajona.
Durante los siglos XVI y XVII las libertades sajonas fueron vulneradas en varias ocasiones. Gábor Báthory ocupó Sibiu el 11 de diciembre de 1610, tomó el ayuntamiento y confiscó propiedades de los ciudadanos. La Dieta celebrada el 17 de diciembre declaró la ciudad como su sede principesca. Según el historiador Georg Krauss, Báthory exigió cien mil florines a cambio de retirarse, pero tras recibir el dinero se quedó en la ciudad, incumpliendo su promesa. Las ciudades y sedes sajonas se pronunciaron unánimemente contra la anarquía: 

“Nosotros, los alcaldes, jueces reales y jurados de las ciudades y sedes sajonas [...] estamos siempre cooperando [...] con las bellas libertades, privilegios y costumbres doradas, el orden bueno y útil, para mantener las propiedades de las localidades, que los reyes recordados donaron a nuestros antepasados, la nación sajona, por su valentía y hazañas caballerescas. [...] Prometemos esto por nuestro credo de Augsburgo ... bajo la carga de perder el honor y las libertades sajonas".

La ciudad y sus privilegios no fueron devueltos a Gábor Bethlen hasta el 12 de enero de 1614. En 1625, los nobles húngaros y los sículos votaron por la abolición del privilegio de que solo los sajones pudieran poseer viviendas en las ciudades sajonas. En protesta, los sajones marcharon hacia Alba Iulia, donde se hallaba Gábor Bethlen, quien restauró este privilegio. La Dieta de 1651 abolió el privilegio de los sajones de sólo ser juzgados por sus propios jueces, pero en 1656 Jorge Rákóczi II lo restauró.
Cuando Transilvania quedó bajo el dominio de los Habsburgo, los delegados de la Universidad Sajona encabezados por Valentin Frank von Frankenstein negociaron con el gobierno de los Habsburgo, obteniendo como resultado, el Diploma Leopoldinum, expedido por Leopoldo I en 1691, que confirmaba los derechos municipales de los sajones, así como incluía al comes saxonum en el Consejo General. José II abolió la propiedad exclusiva y los derechos civiles de los sajones en las ciudades sajonas en 1781. Disolvió la Universidad Sajona en 1784, confiscó sus propiedades con el argumento de que el Königsboden era propiedad del Tesoro. En 1787 los sajones presentaron una demanda por la violación de sus privilegios, pero la restauración de los privilegios no tendría lugar hasta 1790,al retirarse las reformas de José II.
Tras el Compromiso de 1867 y la Unión de Transilvania, el artículo XLIII de 1868 dispuso la abolición de las divisiones y prerrogativas nacionales anteriores, aunque momentáneamente se mantuvo la Universidad Sajona, con la excepción del poder judicial. El comes saxonum fue nombrado nuevamente por el rey a propuesta del gobierno. En 1869 se produjeron cambios de localidades en la composición de las sedes sajonas, lo que fue acompañado de un cambio en la composición étnica.
Entre los sajones de Transilvania, el grupo llamado "Viejos sajones" (Altsachsen) quería que se mantuviera la autonomía territorial, pero los "Jóvenes sajones" (Jungsachsen) consideraban que la Universidad Sajona estaba desactualizada y abogaba por un acuerdo con el liderazgo húngaro y una mayor autonomía para las unidades administrativas. La Universidad Sajona de Transilvania reconoció el dualismo en el Programa Nacional Sajón adoptado en su reunión en Mediaș el 11 de mayo de 1872, pero se adhirió al principio de autonomía territorial. Sin embargo, en 1876 el Parlamento húngaro aprobó la Ley XII sobre el fundus regius y la organización de la Universidad Sajona (universitas) y la propiedad de la Universidad y los llamados siete jueces, que abolió la Universidad Sajona como organismo municipal, definió a su vez su función adicional como entidad pública y autoridad cultural. Mantuvo las propiedades de la entidad limitando su uso a fines culturales públicos. Friedrich Wächter y Karl Fabritius, miembros del parlamento sajón en Transilvania, participaron en la preparación del proyecto de ley, mientras que Carl Wolff, Joseph Gull y Adolf Zay protestaron contra la decisión.
La Universidad Sajona y la Iglesia Luterana Sajona, que actuaban como fundaciones públicas, perdieron más de la mitad de sus propiedades como resultado de la reforma agraria de 1921 después de la Primera Guerra Mundial bajo una disposición que expropió propiedades rurales y suburbanas propiedad de entidades públicAs. La Ley de disolución de la Universidad Sajona y los siete jueces, publicada en el Boletín Oficial (Monitorul Oficial) del 1 de junio de 1937, la fundación se disolvió y su patrimonio se dividió entre la Iglesia luterana sajona y la asociación cultural rumana Așezământul Cultural Mihai Viteazul.

## Funcionamiento
Los representantes de la Universidad Sajona se reunían dos veces al año, el día de San Jorge y de Santa Catalina, en Sibiu, la principal ciudad sajona de Transilvania. A la reunión asistían altos funcionarios de las sedes, así como uno o dos representantes de cada sede y región. Entre las dos reuniones, los asuntos comunes eran gestionadas por el Ayuntamiento de Sibiu, con la ayuda de la administración de la ciudad. También se realizaron reuniones extraordinarias en caso de ser necesario. La Universidad era representada ante el mundo exterior por su líder, el comes saxonum, que era miembro del consejo principesco en la era del principado independiente, y representaba a la nación sajona en el consejo principal durante el gobierno de los Habsburgo. La aprobación de las resoluciones de la dieta de Transilvania requería el consentimiento de los sajones además de las otras dos naciones. Sus votos también eran requeridos para la elección del príncipe. El comes saxonum sólo podía ser elegido entre los miembros de la Magistratura de Sibiu, compuesta por doce miembros (el llamado "consejo interno").
La Universidad tenía poderes administrativos, legislativos, judiciales, económicos y políticos, estando subordinada sólo al rey. En sus asambleas se decidió cobrar el impuesto sajón por sede y por campo. Era responsabilidad de la Universidad determinar precios y unidades de medida en la tierra de los sajones y autorizar el establecimiento de gremios. La Universidad también regulaba temas de la vida cotidiana.
La jurisdicción sobre los sajones era competencia exclusiva de la Universidad Sajona. Al principio, el litigio se basó en el derecho consuetudinario, pero hubo un primer intento de crear un sistema legal unificado. En 1481, Thomas Altemberger redactó un código sobre el modelo alemán (Altemberger Codex), pero solo se aplicaba a Sibiu. El libro Compendium iurus civilist de Johannes Honterus, publicado en 1544, fue traducido al alemán por la Universidad Sajona, pero el trabajo, basado en el derecho romano, no pudo establecerse entre los sajones. El trabajo de Thomas Bomel, el Statuta jurium municipalium civitatis Cibiniensium (1560), incorporó el derecho consuetudinario sajón, pero no se publicaron ni el texto original en latín ni la traducción al alemán. Sobre la base de este manuscrito, Matthias Fronius compiló la ley sajona conocida como Statuta o Eygenlandrecht en nombre de la Universidad. La colección de legislación fue confirmada por Esteban I Báthory a través de Albert Huet.
Es importante señalar que la Universidad no tenía un poder ejecutivo que hiciera cumplir las resoluciones en todo el Königsboden. Por ello, en varias ocasiones Brașov, en competencia con Sibiu, no cumplía estas decisiones o no enviaba representantes a la asamblea de la Universidad.